# Odontopsammodius atopus
Odontopsammodius atopus är en skalbaggsart som beskrevs av Cartwright 1955. Odontopsammodius atopus ingår i släktet Odontopsammodius och familjen Aphodiidae. Inga underarter finns listade i Catalogue of Life.